# Пуйга (деревня)
Пуйга — деревня в Вышневолоцком городском округе Тверской области.

## География
Находится в центральной части Тверской области на расстоянии приблизительно 21 км по прямой на север от города Вышний Волочёк.

## История
Была отмечена на карте 1825 года. В 1859 году здесь (деревня Вышневолоцкого уезда) было учтено 28 дворов. До 2019 года входила в состав ныне упразднённого Сорокинского сельского поселения Вышневолоцкого муниципального района.

## Население
Численность населения составляла 179 человек (1859 год), 43 (русские 98 %) в 2002 году, 40 в 2010.